# Затоње
Затоње је насеље у Србији у општини Велико Градиште у Браничевском округу. Према попису из 2022. било је 573 становника.

## Демографија
У насељу Затоње живи 591 пунолетни становник, а просечна старост становништва износи 42,3 година (41,0 код мушкараца и 43,5 код жена). У насељу има 180 домаћинстава, а просечан број чланова по домаћинству је 4,16.
Ово насеље је великим делом насељено Србима (према попису из 2002. године).
|  |

| Демографија | Демографија | Демографија |
| Година      | Становника  | Становника  |
| ----------- | ----------- | ----------- |
| 1948.       | 1.124       |             |
| 1953.       | 1.109       |             |
| 1961.       | 1.045       |             |
| 1971.       | 1.079       |             |
| 1981.       | 1.096       |             |
| 1991.       | 1.063       | 874         |
| 2002.       | 749         | 995         |
| 2011.       | 623         |             |

| Етнички састав према попису из 2002.‍ | Етнички састав према попису из 2002.‍ | Етнички састав према попису из 2002.‍ | Етнички састав према попису из 2002.‍ | Етнички састав према попису из 2002.‍ |
| ------------------------------------ | ------------------------------------ | ------------------------------------ | ------------------------------------ | ------------------------------------ |
|                                      |                                      |                                      |                                      |                                      |
| Срби                                 | Срби                                 |                                      | 738                                  | 98,53%                               |
| Роми                                 | Роми                                 |                                      | 2                                    | 0,26%                                |
| Румуни                               | Румуни                               |                                      | 1                                    | 0,13%                                |
| Власи                                | Власи                                |                                      | 1                                    | 0,13%                                |
| Југословени                          | Југословени                          |                                      | 1                                    | 0,13%                                |
| непознато                            | непознато                            |                                      | 6                                    | 0,80%                                |

| Година пописа     | 1948. | 1953. | 1961. | 1971. | 1981. | 1991. | 2002. |
| ----------------- | ----- | ----- | ----- | ----- | ----- | ----- | ----- |
| Број домаћинстава | 223   | 223   | 220   | 207   | 207   | 199   | 180   |

| Број чланова      | 1  | 2  | 3  | 4  | 5  | 6  | 7  | 8 | 9 | 10 и више | Просек |
| ----------------- | -- | -- | -- | -- | -- | -- | -- | - | - | --------- | ------ |
| Број домаћинстава | 22 | 25 | 21 | 35 | 28 | 21 | 18 | 8 | 2 | 0         | 4,16   |

| Пол    | Укупно | Неожењен/Неудата | Ожењен/Удата | Удовац/Удовица | Разведен/Разведена | Непознато |
| ------ | ------ | ---------------- | ------------ | -------------- | ------------------ | --------- |
| Мушки  | 292    | 40               | 224          | 24             | 4                  | 0         |
| Женски | 329    | 24               | 235          | 61             | 8                  | 1         |
| УКУПНО | 621    | 64               | 459          | 85             | 12                 | 1         |

| Пол    | Укупно                    | Пољопривреда, лов и шумарство | Рибарство                            | Вађење руде и камена | Прерађивачка индустрија       |
| ------ | ------------------------- | ----------------------------- | ------------------------------------ | -------------------- | ----------------------------- |
| Мушки  | 170                       | 142                           | 0                                    | 0                    | 7                             |
| Женски | 129                       | 116                           | 0                                    | 0                    | 4                             |
| УКУПНО | 299                       | 258                           | 0                                    | 0                    | 11                            |
| Пол    | Производња и снабдевање   | Грађевинарство                | Трговина                             | Хотели и ресторани   | Саобраћај, складиштење и везе |
| Мушки  | 1                         | 3                             | 4                                    | 0                    | 4                             |
| Женски | 0                         | 0                             | 4                                    | 0                    | 0                             |
| УКУПНО | 1                         | 3                             | 8                                    | 0                    | 4                             |
| Пол    | Финансијско посредовање   | Некретнине                    | Државна управа и одбрана             | Образовање           | Здравствени и социјални рад   |
| Мушки  | 0                         | 2                             | 2                                    | 0                    | 1                             |
| Женски | 0                         | 0                             | 0                                    | 1                    | 1                             |
| УКУПНО | 0                         | 2                             | 2                                    | 1                    | 2                             |
| Пол    | Остале услужне активности | Приватна домаћинства          | Екстериторијалне организације и тела | Непознато            | Непознато                     |
| Мушки  | 2                         | 0                             | 0                                    | 2                    | 2                             |
| Женски | 0                         | 0                             | 0                                    | 3                    | 3                             |
| УКУПНО | 2                         | 0                             | 0                                    | 5                    | 5                             |

## Галерија: "Затоње 2021.године"
- Црква
- Улаз у цркву
- Улица
- Куће
- Куће